# Good Acoustics
Albums de FireHouse
3
(1995) Category 5
(1998)
Good Acoustics est le quatrième album du groupe FireHouse sorti en 1996.

## Liste des chansons
| No  | Titre                      | Durée |
| --- | -------------------------- | ----- |
| 1.  | You Are My Religion        | 4:03  |
| 2.  | Love Don't Care            | 4:42  |
| 3.  | In Your Perfect World      | 4:08  |
| 4.  | No One at All              | 3:34  |
| 5.  | Love of a Lifetime         | 4:42  |
| 6.  | All She Wrote              | 3:46  |
| 7.  | When I Look Into Your Eyes | 4:04  |
| 8.  | Don't Treat Me Bad         | 4:18  |
| 9.  | Here For You               | 3:53  |
| 10. | I Live My Life for You     | 4:22  |
| 11. | Seven Bridges Road         | 2:39  |